# 江戸三大祭り
江戸三大祭り（えどさんだいまつり）とは、東京都内で行われる3つの大きな祭りのこと。
「神輿深川、山車神田、だだっ広いが山王様」と表した。江戸時代から伝わる年中行事である。
神田祭
神田神社で行われる祭り。
山王祭
日枝神社で行われる祭り。
深川祭
富岡八幡宮で行われる祭り。